# Dia do Exército da República Islâmica do Irã
O Dia do Exército da República Islâmica do Irã (em persa: روز ارتش جمهوری اسلامی ایران) é um feriado nacional do Irã, comemorado todo ano, no dia 18 de abril. O dia do exército iraniano é comemorado desde 1979, ano da vitória da Revolução Islâmica. 

## História
Em 8 de abril de 1979, quando o aiatolá Khomeini se encontrou com soldados das Forças Armadas Iranianas, que contribuíram imensamente para a vitória da revolução. No dia 18 de abril de 1979, o ex- líder supremo do Irã, Ruhollah Khomeini, designou o dia 18 de abril como Dia do Exército, durante um discurso ao povo, e por isso pedia desfiles militares para exibir a preparação militar do país. 

## Celebrações
O governo iraniano realiza uma demonstração de força do seu exército no Dia do Exército do Irã, com desfiles a cada 18 de abril, demonstrando frequentemente novas tecnologias de defesa.   Veteranos do exército, militares ativos e reservistas também participam do evento. O desfile é realizado em frente ao mausoléu de Ruhollah Khomeini . 

## Galeria

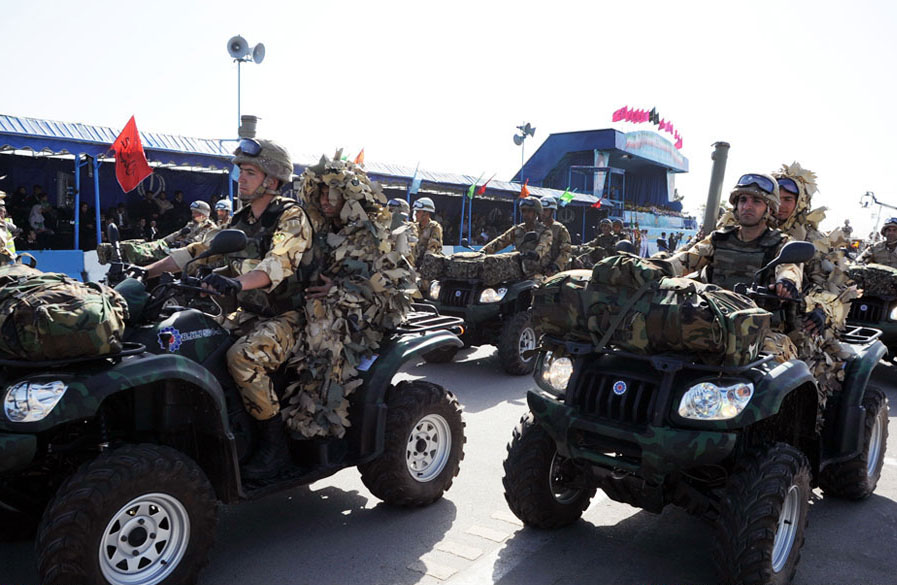
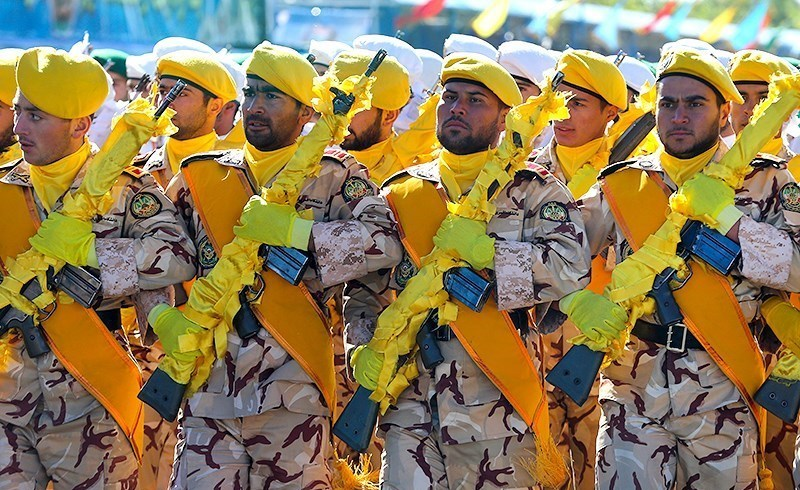
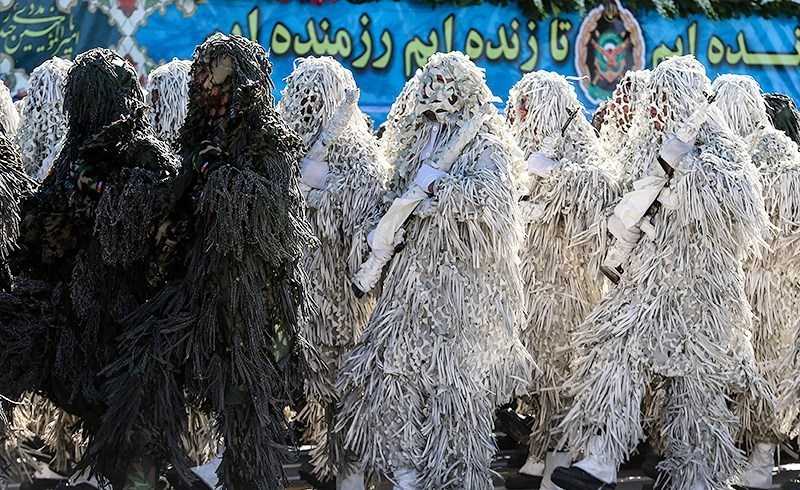
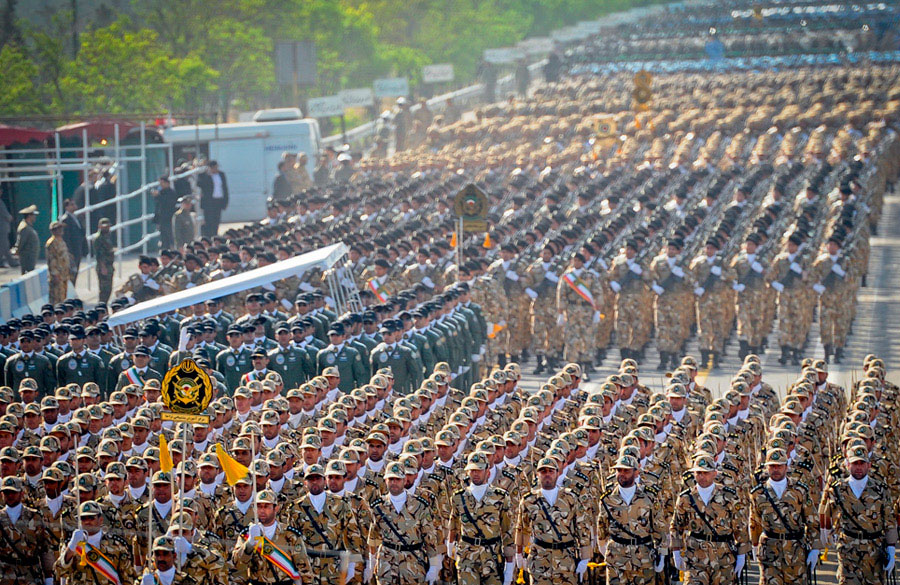
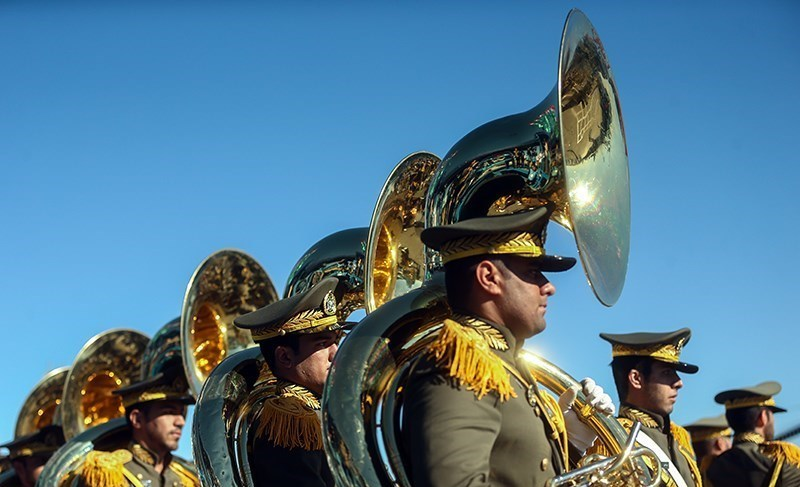
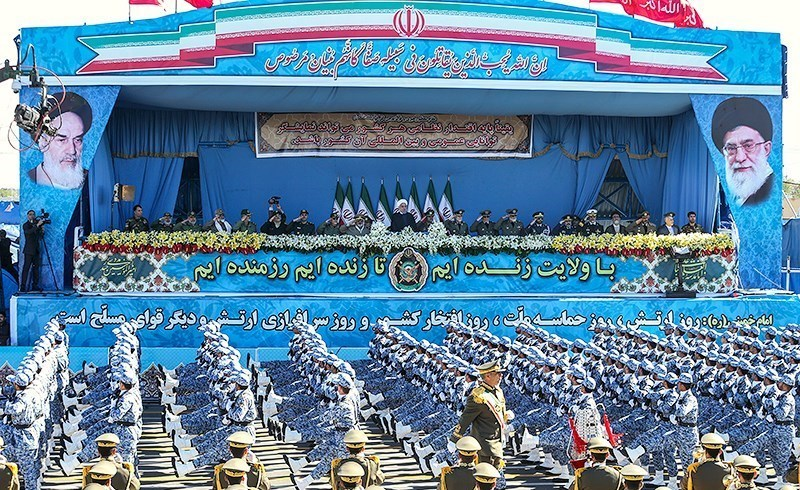
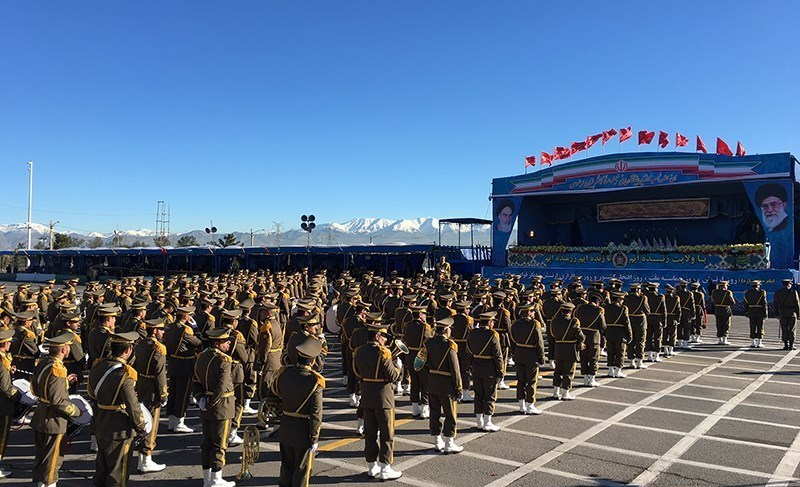
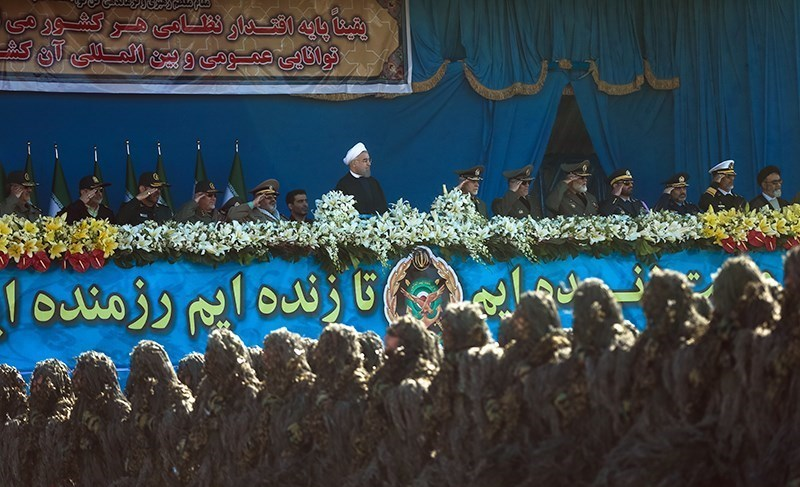
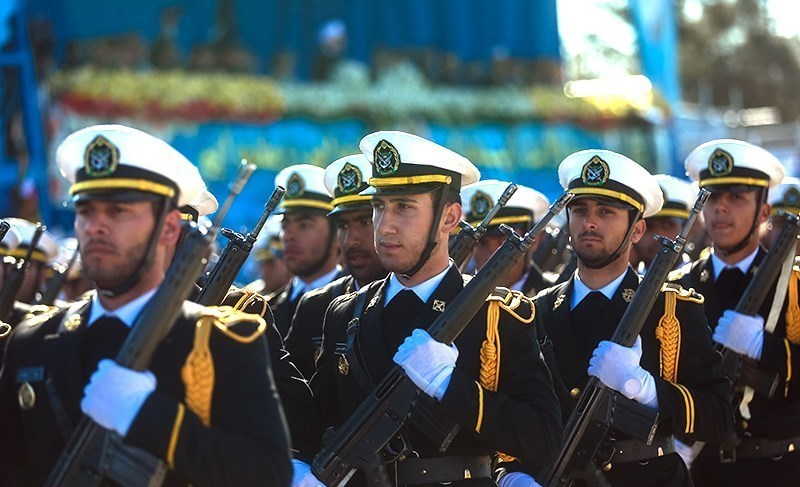
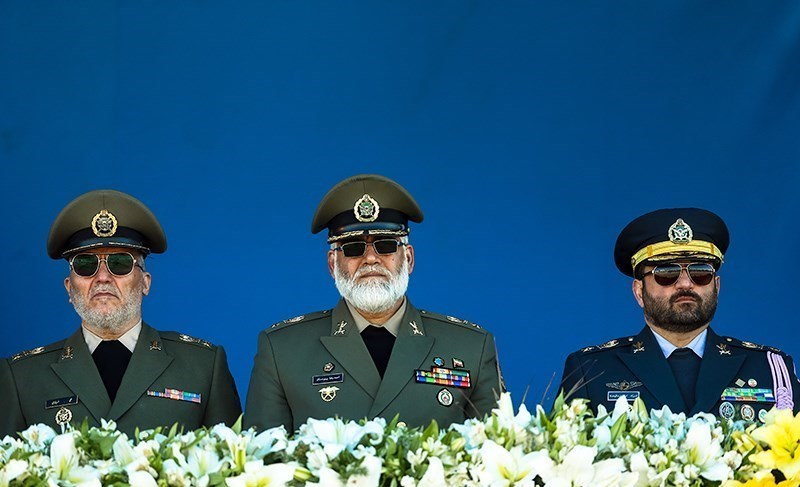

## Vídeos
- Dia do Exército Iraniano 2018